# دیلک‌کایا (کوزان)
دیلک‌کایا (به ترکی استانبولی: Dilekkaya) یک منطقهٔ مسکونی در ترکیه است که در قوزان (ترکیه) واقع شده‌است.